# 白魔女学園
『白魔女学園』（しろまじょがくえん、Innocent Lilies）は、でんぱ組.inc主演のドラマ。仮面ライダーシリーズやスーパー戦隊シリーズを制作しているテレビ朝日と東映が制作している。配信オリジナルバージョンと劇場公開バージョンがある。2015年、シリーズ第2弾『白魔女学園 オワリトハジマリ』が劇場公開された。

## ストーリー
傷ついた女の子たちを救うと言われる白魔女。その白魔女を育成する「白魔女学園」へ入学した7人の女の子たち。彼女たちもまた心に大きな「痛み」を抱えやってきた。学園では3人の上級生たちによるエチュードという名の過酷な試練が待っていた。それは、魔女としての能力を開花させる為に必要なプロセスだった。1人、また1人と、彼女たちは魔力に目覚めていく。しかし「白魔女学園」には、彼女たちがまだ知らない秘密が隠されていた。そして白魔女として覚醒するための、最終「コンクール」が近づく。一同が驚愕したその内容とは…？

## 公開
劇場公開
劇場公開限定版が2013年9月21日（土）より、新宿バルト9にて上映。
ネット配信
ネット配信限定版が2013年9月21日（土）より、全世界同時配信開始。

## キャスト
- 白鳥もが - 最上もが（でんぱ組.inc）
- 綿貫ねむ - 夢眠ねむ（でんぱ組.inc）
- 雪野未鈴 - 古川未鈴（でんぱ組.inc）
- 小田巻瑛美 - 成瀬瑛美（でんぱ組.inc）
- 塩見彩音 - 藤咲彩音（でんぱ組.inc）
- 菊田梨紗 - 相沢梨紗（でんぱ組.inc）
- 白鳥かすみ - 山谷花純
- 三雲杏 - 小宮有紗
- 菱餅ニゲラ - 高良光莉
- 百田夏代 - 白石さえ
- 柏木冬子 - 相川結

## スタッフ
- 監督 - 坂本浩一
- 脚本 - 吉田玲子
- 音楽 - 三澤康広
- 撮影 - 百瀬修司
- 照明 - 常谷良男
- 録音 - 山口満大
- 美術 - 和田洋
- ラインプロデューサー - 平原大志
- 製作 - 「白魔女学園」製作委員会（テレビ朝日、東映）

## 白魔女学園 オワリトハジマリ
『白魔女学園』の続編として『白魔女学園 オワリトハジマリ』（しろまじょがくえん オワリトハジマリ、Innocent Lilies: the end and the beginning）が製作され、2015年6月13日より全国公開された。また、同日に公式ビジュアルブックがホビージャパンより発売された。でんぱ組.incメンバーの撮り下ろしグラビア、インタビューに加え、キャラクターガイドや前作『白魔女学園』のストーリー解説が掲載されており、キャストの小池里奈、市道真央、斉藤秀翼、山谷花純ら、監督の坂本浩一、脚本の吉田玲子へのインタビューも収録されている。同年10月21日にBlu-ray、DVDとして発売された。

### ストーリー
心に傷を負った少女たちだけを迎え入れる秘密の園『白魔女学園』。「初めてできた友達と殺し合う」という過酷な訓練（エチュード）で唯一生き残った少女・白鳥もがは「白魔女」となり、世界を救うために旅立つ。もう1人の白魔女・衣笠りなと出会うも、魔力で新たな世界の創造をもくろむ黒魔女軍団がりなを連れ去る。りなを救うためにもがは変装して黒魔女学園へ潜入するも、もがを待ち受けていたのはかつて白魔女学園で共に過ごしたあの少女たちだった…。

### キャスト
- 白鳥もが - 最上もが（でんぱ組.inc）
- 綿貫ねむ - 夢眠ねむ（でんぱ組.inc）
- 雪野未鈴 - 古川未鈴（でんぱ組.inc）
- 小田巻瑛美 - 成瀬瑛美（でんぱ組.inc）
- 塩見彩音 - 藤咲彩音（でんぱ組.inc）
- 菊田梨紗 - 相沢梨紗（でんぱ組.inc）
- 衣笠りな - 小池里奈
- 早川蘭 - 市道真央
- 白鳥かすみ - 山谷花純
- アクア - 戸松遥
- テラ - 斉藤秀翼
- ヘルム - 辻伊吹
- イグニス - 富田翔
- 弟切すみれ - 鳥居みゆき
- 立花美咲 - 西平風香
- 麻生聖子 - 遠藤新菜
- マチコ - ほのかりん
- あかり - 桜野羽咲（妄想キャリブレーション）

### スタッフ
- 監督：坂本浩一
- 脚本：吉田玲子
- 音楽：三澤康広
- 制作：テレビ朝日・東映

### 騒動
2014年6月15日、本作撮影中に照明用の発電機を動かしたことによる一酸化炭素中毒ででんぱ組.incのメンバー5名とスタッフ5名の計10名が体調不良を訴え救急搬送された。

## Blu-ray / DVD
白魔女学園
2013年12月25日発売。発売元はテレビ朝日、東映、販売元はポニーキャニオン。
- 『白魔女学園 DVD』（1枚組）
  - 本編：白魔女学園 ディレクターズカット版（配信オリジナルバージョン）
  - 映像特典：次回予告集 関西弁特別ナレーションver.・劇場版PR集
- 『白魔女学園 プレミアムBlu-ray BOX』（2枚組、特製アウターケース付きデジパック仕様）

ディスク1：劇場版Blu-ray
- 本編：白魔女学園 劇場版
- 映像特典：プレミアム上映会舞台挨拶、白魔女カフェ囲み取材、初日舞台挨拶、次回予告集 関西弁特別ナレーションver.、劇場版PR集

ディスク2：ディレクターズカット版Blu-ray
- 本編：白魔女学園 ディレクターズカット版（配信オリジナルバージョン）
- 映像特典：メイキング
- 封入特典：特製フォトブックレット（28P）

白魔女学園 オワリトハジマリ
2015年10月21日発売。発売・販売元はポニーキャニオン。
- 『白魔女学園 オワリトハジマリ 通常版』（1枚組）
  - 本編：白魔女学園 オワリトハジマリ 劇場版
  - 映像特典：マルチエンディング3種、完成披露上映会、PR集
- 『白魔女学園 オワリトハジマリ 初回限定豪華版』（2枚組、特製アウターケース付きデジパック仕様、初回限定生産）

ディスク1：劇場版ディスク（Blu-ray or DVD）
- 本編：白魔女学園 オワリトハジマリ 劇場版
- 映像特典：マルチエンディング3種、完成披露上映会、PR集

ディスク2：オリジナル版ディスク（Blu-ray or DVD）
- 本編：白魔女学園 オワリトハジマリ オリジナル版（112分）
- 映像特典：メイキング
- 封入特典：特製ブックレット（28P）